# Arawa Kimura
Arawa Kimura (Prefectura d'Hiroshima, Japó, 8 de juliol de 1931 - 21 de febrer de 2007) fou un futbolista japonès que disputà sis partits amb la selecció japonesa.